# ريكاردو فرانسيسكو روخاس
ريكاردو فرانسيسكو روخاس تروخيلو (بالإسبانية: Ricardo Rojas Trujillo)‏ (مواليد 7 مايو 1974 في فالينار) لاعب كرة قدم تشيلي دولي يجيد اللعب في خط الدفاع . يلعب حاليا لصالح نادي لاسيرينا التشيلي من سنة 2010 .

## روابط خارجية
- ريكاردو فرانسيسكو روخاس على موقع الاتحاد الدولي (مؤرشف)  (الإنجليزية)
- ريكاردو فرانسيسكو روخاس على موقع قاعدة بيانات كرة القدم.إي يو (الإنجليزية)
- ريكاردو فرانسيسكو روخاس على موقع ناشيونال فوتبول تيمز (الإنجليزية)
- ريكاردو فرانسيسكو روخاس على موقع عالم كرة القدم.نت (الإنجليزية)